# Chevron (anatomia)

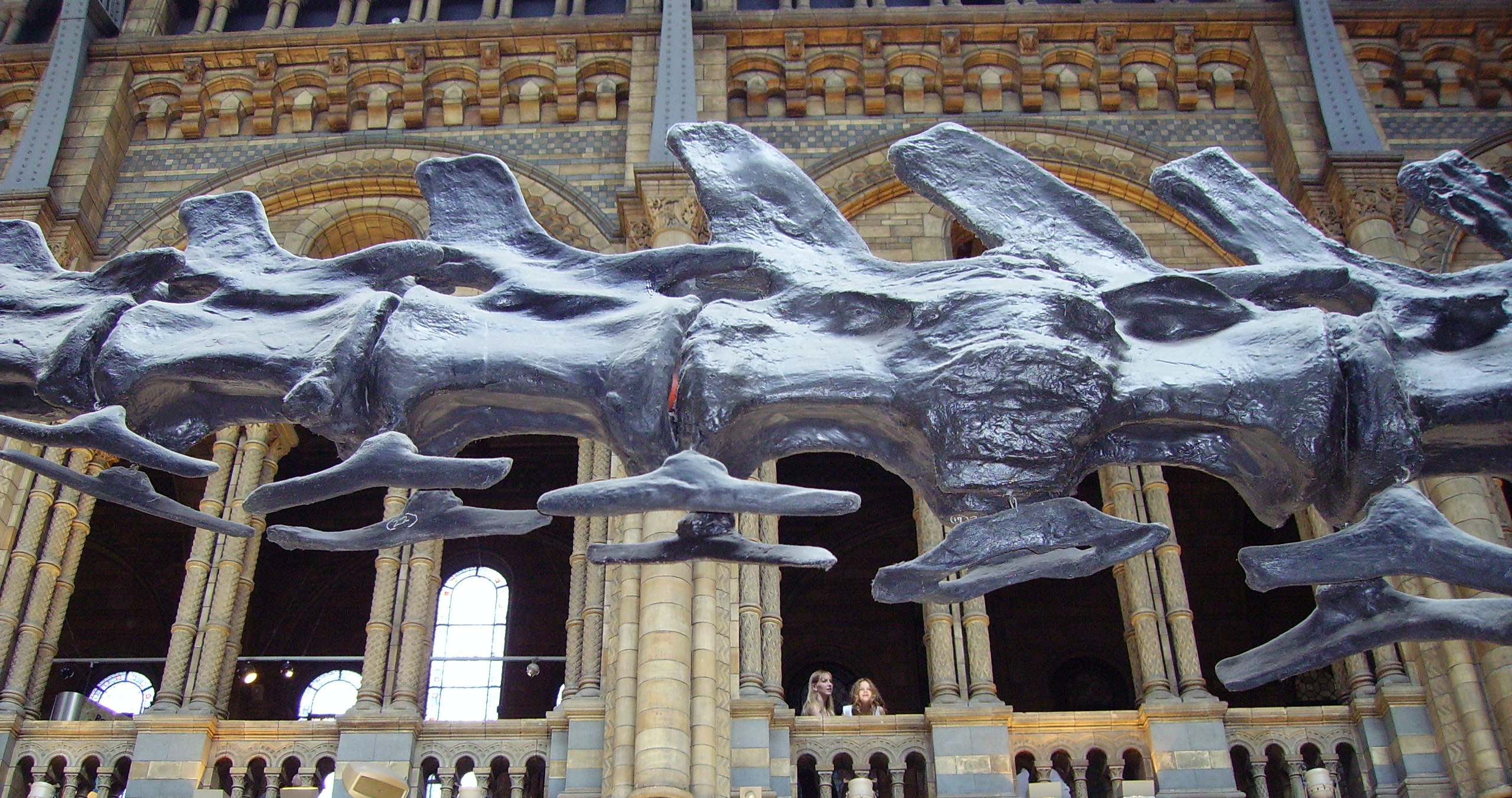
Vertebre caudali di Diplodocus carnegii, mostrante i chevron sotto.

Un chevron è uno di una serie di ossa sotto la coda di molti rettili, dinosauri, e certi mammiferi come canguri, cetacei e lamantini. La loro funzione principale consiste nel proteggere i nervi e le arterie della coda.